# Doppelhaus Katharinenstraße 14/16

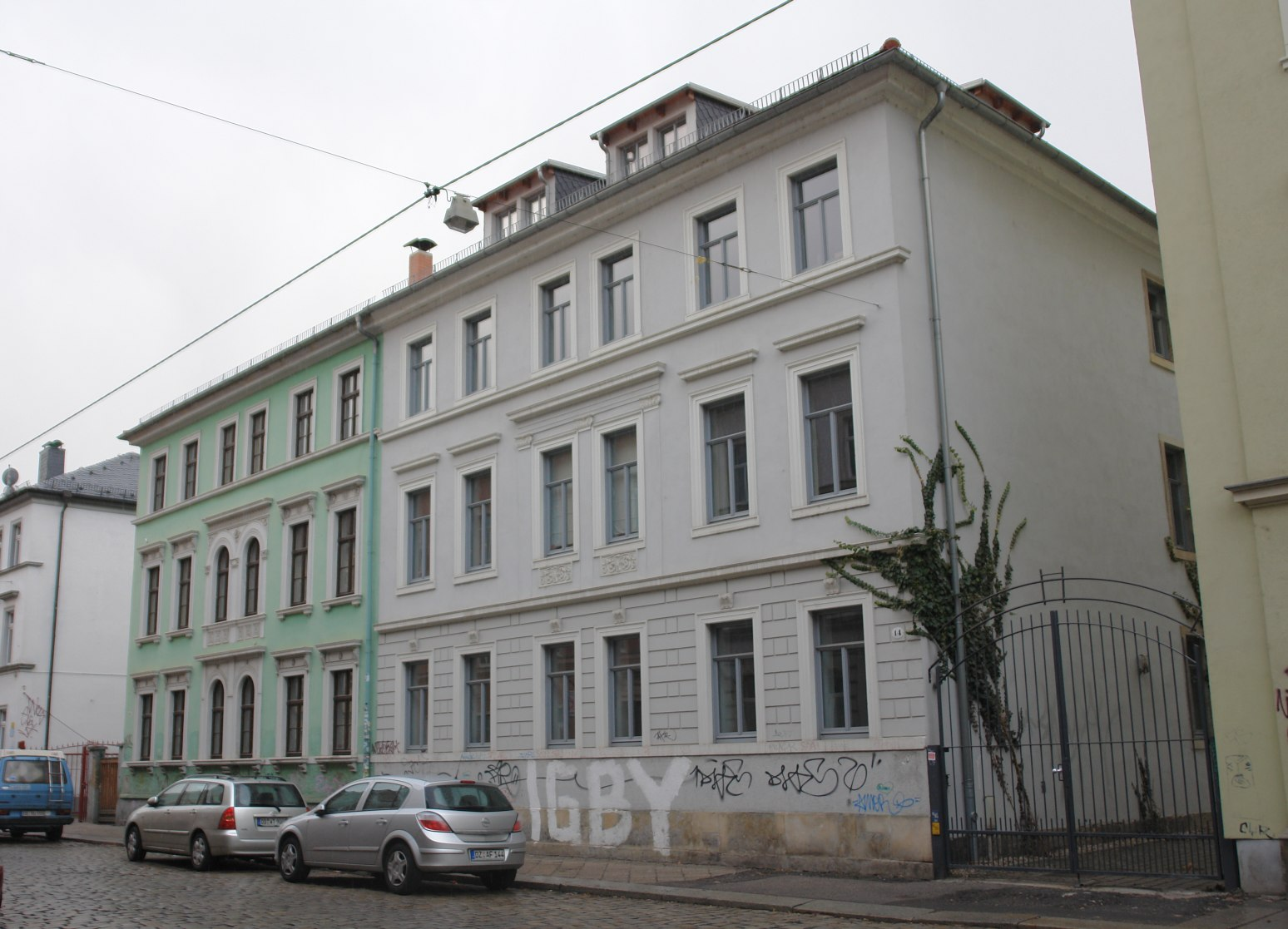

Das Doppelhaus Katharinenstraße 14/16  ist ein denkmalgeschütztes Gebäude in der Äußeren Neustadt Dresdens, das 1857 erbaut worden ist. Der Bau zeichnet sich durch eine kleinteilige biedermeierliche Dekoration aus, bestehend aus Palmetten, Ranken und Achtecksternen. Diese Form der Ornamentik lässt sich sonst an größeren Bauaufträgen oder in bevorzugten Wohnvierteln nicht nachweisen. Das Doppelhaus ist wie das Haus Katharinenstraße 12 vom Semperschen Renaissancismus nicht beeinflusst worden, ist drei Geschosse hoch und sechs Achsen breit. Die einzelnen Geschosse werden durch Gesimse voneinander getrennt. Bemerkenswert ist bei der Fassade des Hauses Nr. 16, dass die beiden Rundbogenfenster im ersten Obergeschoss durch eine Pilasterordnung zusammengefasst werden.